# Benevento (stacja kolejowa)
Benevento (wł: Stazione di Benevento) – stacja kolejowa w Benewencie, w regionie Kampania, we Włoszech. Znajdują się tu 3 perony. Należy do projektu Centostazioni. Obsługuje rocznie około 800 000 pasażerów.